# Povijest medicine
Povijest medicine je grana medicine koja se bavi istraživanjem razvoja medicine u kontekstu povijesnih razdoblja, s naglaskom na razvoj metoda i razmišljanja koja su omogućila ključna medicinska otkrića i postanak različitih medicinskih pojmova. Temelji se na materijalnim ostacima koje proučava paleopatologija i povijesnim dokumentima. Korist od proučavanja povijesti medicine krije se u sprečavanju ponavljanja zabluda i pogrešaka iz prošlosti te se dobiva cjelovit uvid u medicinu – od njezina teorijskog do praktičnoga pola, unatoč današnjoj rascjepkanosti na kompleksne i mnogobrojne specijalizacije. Povijest medicine u početku je bila fokusirana na poznate liječnike i ključna otkrića, ali s vremenom je pod utjecajem antropologije, psihologije, demografije i sociologije počela proučavati sve koncepte vezane uz medicinu kroz nova pitanja o društvenom, kulturnom i ekonomskom kontekstu u kojima se nalaze oboljeli i iscjelitelj.

## Pretpovijesna medicina
Iskopani kosturi pružaju uvid u pretpovijesno medicinsko liječenje. U postupku zvanom trepanacija, prvi liječnici bušili su lubanju pacijenta, pretpostavljajući možda da će tako bolest izaći. Arheolozi su pronašli lubanje koje su djelomice zacijeljele, tako da nisu svi pacijenti umrli nakon operacije.
Egipatski lijekovi
Stari Egipćani osnovali su prvu medicinsku školu prije 2500 godina. Naše znanje o egipatskoj medicini dolazi od Ebersovog papirusa, svitka koji sadrži popis 700 ljekovitih sredstava, a neka se još uvijek koriste. Egipćani su vjerovali da sirovi češnjak liječi trakavicu.
Akupunktura
Kineski liječnici počeli su primjenjivati akupunkturu oko 2500. g. pr. Kr. Akupunturistima je cilj ublažiti bol i liječiti bolesti ubadanjem iglica u tijelo. Današnji zapadnjački znanstvenici prihvaćaju da akupunktura zaustavlja bol, ali ne mogu objasniti zašto.

## Stara Grčka i Rim
Starogrčki liječnici učili su kirurgiju tretirajući ratne ozljede, a za neuspjeh su okrivljavali bogove. Stari Rimljani unaprijedili su javno zdravstvo opskrbom čistom pitkom vodom i sustavom kanalizacije. Grčki bog medicine Eskulap mogao je biti pravi liječnik prije 3200 godina. Rimljani su štovali oboje, i njega (kao Eskalupa)i njegovu kćer Higiju iz čijeg imena je izvedena riječ "higijena".
Grčki liječnik Hipokrat (oko 460-370 g. pr. n. e.) odvojio je medicinu od magije. Njegovo liječenje uključivalo je prehranu, purgative, kupke i svjež zrak. Bio je jedan od prvih koji je shvatio da loša okolina može biti uzrok bolesti. Danas profesionalni liječnici još uvijek svoju predanost pacijentima izkazuju polažući zakletvu za koju se smatra da ju je zapisao Hipokrat.
Četiri tjelesne tekućine
Grčki kirurg Galen (129-199) pogrešno je vjerovao da su ljudi dobra zdravlja samo kad u njihovom tijelu vlada savršena ravnoteža njihovih tjelesnih tekućina. Četiri tekućine (krv, sluz, žuta i crna žuč) odgovarale su fizičkoj građi i određenim bolestima. Ova ideja je dominirala u medicini 1400 godina.

## Srednjovjekovna medicina
Gotovo 1000 godina u srednjovjekovnoj Europi liječnici su vjerovali religiji, astrologiji i Galenovom učenju. Čak i tijekom renesanse prevladavalo je neznanje o bolesti i njezinom liječenju.
Medicinske škole
U srednjovjekovnoj i renesansnoj Europi bilo je nekoliko medicinskih škola. Medicinski fakultet iz 16. stoljeća na Sveučilištu Padova u Italiji ima amfiteatralnu dvoranu za anatomiju tako da studenti mogu gledati seciranje tijela.
Pametarke
Za većinu ljudi jedini izvor medicinske pomoći bile su pametarke. Ove iscjeliteljice iz susjedstva liječile su bolesti primjenom tradicionalnih ljekovitih sredstava kao što su podbjel. Međutim kad su se na sveučilištima počeli obrazovati liječnici, većina je isključivala žene unatoč njihovom znanju.
Islamska medicina
Religija je bila vrlo snažna sila u arapskom svijetu. Svete islamske knjige sadrže pravila o higijeni i prehrani. Galenova ideja o četiri tjelesne tekućine snažno je utjecala na drevnu islamsku medicinu, no u 13. stoljeću Arapi su unaprijedili znanje iz medicine kad je liječnik Ibn-an-Nafis (1210-88), poznatiji po latiniziranom imenu Avicenna, došao do važnih otkrića o krvotoku.

## Novi vijek
Od 17. stoljeća razvoju medicine pridonio je novi duh istraživanja i promatranja koji je unio revoluciju u sve znanosti. To je poznato kao znanstvena revolucija. Jedan od najvažnijh preokreta označilo je otkriće engleskog liječnika Williama Harveya (1578-1657) da srce pumpa krv po cijelom tijelu.
Cijepljenje
Zarazivši dječaka blagom bolešću (boginjama) 1796. godine, engleski liječnik Edward Jenner (1749-1823) pružio mu je imunost (zaštitu) na smrtonosne boginje. Razvoj Jennerove metode omogućio nam je danas zaštitu od mnogih, prije fatalnih bolesti.
Porođaj
Sve do 18. stoljeća trudnoća je često završavala smrću ili majke ili djeteta. Mađar Ignaz Semmelweis (1818-65) ukazao je na to da nedovoljna čistoća ubija majke i poboljšanom higijenom spasio osam do deset života. Da bi održao na životu djecu tijekom dugog porođaja, škotski liječnik William Smellie (1697-1763) stvorio je porodnička kliješta.
Kontroliranje bola
Kirurški zahvati prije izuma anestetika, bili su veoma mučni. Američki zubar William Morton pokazao je da pacijent koji udiše pare etera gubi svijest i ne osjeća bol za vrijeme kirurškog zahvata.
Engleski kirurg Joseph Lister učio je o uzročnicima bolesti od Louisa Pasteura. Godine 1865. Lister je shvatio da bi mogao spriječiti infekciju rane ubijanjem uzročnika u operacijskoj dvorani, pa je izumio antiseptičku kirurgiju. Njegova zamisao smanjila je smrtnost sljedećih operacija za dvije trećine.
Mentalna bolest
Mentalno oboljele ljude nekoć se stavljalo u okove i zatvaralo u samice da bi se kontroliralo njihovo "ludilo". U 18. stoljeću u bolnicama su zabranjeni okovi i samice. Psihoterapijom se započelo stotinu godina kasnije kad je austrijski liječnik Sigmund Freud počeo govoriti pacijentima o njihovim uznemirujućim mislima.

## Suvremena medicina
U 20. stoljeću medicinsko znanje razvijalo se brže nego ikad prije. Kontrola zaraznih bolesti značila je da djeca u razvijenom svijetu rođena krajem 1990-ih danas mogu očekivati 25 rođendana više od onih rođenih početkom 20. stoljeća. Boljim razumijevanjem načina rada tijela znanstvenici su razvili nove lijekove, nove načine otkrivanja bolesti i nove načine liječenja i stoga naš život postaje zdraviji i duži.
Medicinska istraživanja
Istraživanjem se došlo do izuma mnogih dijagnostičkih uređaja i načina snimanja. Jedno od najkorisnijih modernih istraživačkih načina je CT (kompjuterizirana tomografija). Ova tehnika omogućuje liječnicima pregledavanje tijela u sekcijama što o mogućuje lakše dijagnosticiranje bolesti ili oštećenje mozga te ubrzava liječenje.
Liječenje lijekovima
Prvobitno su lijekovi poput pencilina, dolazili iz prirodnih izvora, primjerice blata. Moderni znanstvenici danas mogu proizvesti cijeli niz umjetnih (sintetičkih) lijekova, uključujući i antibiotike.
Medicinsko snimanje
Otkriće x-zraka 1895. godine omogućila je liječnicima dobivanje jasnije slike pacijentovih kostiju bez operacije. 1950-tih godina liječnici su usavršili prvi fleksibilni endoskop (instrument za pregledavanje unutrašnjosti tijela bez upotrebe skalpela). Liječnici su razvili prvobitnu verziju ovog instrumenta – cijev i svijeću – u 18. stoljeću.
Ponovo otkrivanje tradicionalnih liječenja
U početku 20. stoljeća medicina je odbijala sva stara biljna sredstva. Međutim, medicinska struka preispitala je taj pristup i tradicionalni lijekovi danas se ponekad kombiniraju s modernim postupcima. Jedna američka tvrtka čak je pokušala patentirati oblog od kurkumine koji se u Indiji koristio za manje ozljede.

## Vanjske poveznice
Mrežna mjesta
- Skupina autora, Umijeće liječenja: povijesni prikaz, Socijalna psihijatrija 3/20013, Hrčak
- Hrvatski muzej medicine i farmacije
- Slike iz povijesti medicine (Images from the History of Medicine), zbirka digitaliziranih slika Američke nacionalne medicinske knjižnice (engl.)
- Hrvatski muzej medicine i farmacije Hrvatska tehnička enciklopedija, portal hrvatske tehničke baštine. LZMK